# Fëdor Fëdorovič Šaljapin
Fëdor Fëdorovič Šaljapin, traslitterato anche Chaliapin e - in italiano - Scialiapin, conosciuto anche come Feodor Chaliapin, Jr. (in russo Фёдор Фёдорович Шаляпин?; Mosca, 16 ottobre 1905 – Roma, 17 settembre 1992), è stato un attore russo.

## Biografia
Nacque a Mosca, il più giovane dei sei figli del cantante lirico russo Fëdor Ivanovič Šaljapin e della ballerina italiana Iola Tornaghi (1873-1965). Il padre era ritenuto il più celebre basso della prima metà del XX secolo; la madre era una prima ballerina che smise di recitare dopo il matrimonio per potersi dedicare esclusivamente alla famiglia. In seguito alla Rivoluzione russa, gli Šaljapin tentarono di restare a vivere in Russia ma ciò divenne impossibile, specialmente dopo l'avvento al potere dei Bolscevichi, che confiscarono le proprietà del capofamiglia. La famiglia Šaljapin decise così di emigrare a Parigi nel 1924.
Fëdor riuscì a liberarsi dell'ingombrante ombra paterna solo dopo essersi trasferito da Parigi a Hollywood, dove cominciò la sua carriera di attore recitando come comparsa in alcuni film muti. Riuscì a ritagliarsi piccoli ruoli da caratterista di spessore, grazie alle sue buone doti interpretative. La sua interpretazione di Kashkin, ucciso da Gary Cooper in Per chi suona la campana (1943), segna uno dei momenti più alti dei primi anni della sua carriera. Interpretò una varietà di personaggi russi in film girati durante la seconda guerra mondiale.
Terminata la guerra, Fëdor Šaljapin si trasferì a Roma. Qui continuò la sua carriera di attore, interpretando una grande varietà di ruoli diversi: dal senatore Torsello nel film satiro-politico Nonostante le apparenze... e purché la nazione non lo sappia... All'onorevole piacciono le donne (1972), al sinistro e maligno professor Varelli nel film horror Inferno (1980).
Negli ultimi anni della sua vita tornò a interpretare ruoli offerti dall'industria di Hollywood in film di successo, primo fra tutti Stregata dalla luna (1987) con Cher e Nicolas Cage (nel quale interpretò il nonno della protagonista). Tuttavia, la sua più famosa interpretazione resta Jorge da Burgos, il monaco cieco de Il nome della rosa (1986).
Nel 1984 Fëdor Šaljapin fece ritorno a Mosca per la sepoltura del padre, quando la salma venne riportata in patria da Parigi.
Fëdor Fëdorovič Šaljapin morì per cause naturali il 17 settembre 1992, all'età di 86 anni, nella sua casa di Roma.

## Filmografia
- Into Her Kingdom, regia di Svend Gade (1926)
- Volga Volga (Wolga Wolga), regia di Viktor Turžanskij (1928)
- La nave degli uomini perduti (Das Schiff der verlorenen Menschen), regia di Maurice Tourneur (1929)
- La spia dei lancieri (Lancer Spy), regia di Gregory Ratoff (1937)
- Exile Express, regia di Otis Garrett (1939)
- Balalaika, regia di Reinhold Schünzel (1939)
- My Life with Caroline, regia di Lewis Milestone (1941)
- Law of the Jungle, regia di Jean Yarbrough (1942)
- Mission to Moscow, regia di Michael Curtiz (1943)
- Per chi suona la campana (For Whom the Bell Tolls), regia di Sam Wood (1943)
- La settima vittima (The Seventh Victim), regia di Mark Robson  (1943)
- Three Russian Girls, regia di Henry S. Kesler (1943)
- Song of Russia, regia di Gregory Ratoff (1944)
- Sperduti nell'harem (Lost in a Harem), regia di Charles Reisner (1944)
- Scandalo a corte (A Royal Scandal), regia di Otto Preminger (1945)
- The Seesaw and the Shoes, regia di Douglas Foster (1945)
- Ziegfeld Follies, regia di Vincente Minnelli, George Sidney, Charles Walters (1946)
- Arco di trionfo (Arch of Triumph), regia di Lewis Milestone (1948)
- I battellieri del Volga, regia di Viktor Tourjansky (1959)
- Erode il Grande, regia di Viktor Tourjansky (1959)
- L'ultimo zar (Les nuits de Raspoutine), regia di Pierre Chenal (1960)
- I cosacchi, regia di Giorgio Rivalta e Viktor Turžanskij (1960)
- I battellieri del Volga, regia di Viktor Tourjansky (1961)
- Sodoma e Gomorra (Sodom and Gomorrah), regia di Robert Aldrich (1962)
- Venere imperiale, regia di Jean Delannoy (1963)
- Il boia di Venezia, regia di Luigi Capuano (1963)
- Il Leone di San Marco, regia di Luigi Capuano (1963)
- Buffalo Bill - L'eroe del Far West, regia di Mario Costa (1965)
- Un gangster venuto da Brooklyn, regia di Emimmo Salvi (1966)
- Ballata da un miliardo, regia di Gianni Puccini (1967)
- I sovversivi, regia di Paolo e Vittorio Taviani (1967)
- Il trapianto, regia di Steno (1969)
- La colonna infame, regia di Nelo Risi (1972)
- Nonostante le apparenze... e purché la nazione non lo sappia... All'onorevole piacciono le donne, regia di Lucio Fulci (1972)
- Roma, regia di Federico Fellini (1972)
- Anastasia mio fratello ovvero il presunto capo dell'Anonima Assassini, regia di Steno (1973)
- Velluto nero, regia di Brunello Rondi (1976)
- La linea del fiume, regia di Aldo Scavarda (1976)
- Inferno, regia di Dario Argento (1980)
- Salomè (Salome), regia di Claude D'Anna (1986)
- Il nome della rosa (The Name of the Rose), regia di Jean-Jacques Annaud (1986)
- Stregata dalla luna (Moonstruck), regia di Norman Jewison (1987)
- La partita, regia di Carlo Vanzina (1988)
- La maschera, regia di Fiorella Infascelli (1988)
- Catacombs - La prigione del diavolo (Catacombs), regia di David Schmoeller (1988)
- Paganini (Kinski Paganini), regia di Klaus Kinski (1989)
- La chiesa, regia di Michele Soavi (1989)
- Summer's Lease - miniserie TV (1989)
- Lettere d'amore (Stanley & Iris), regia di Martin Ritt (1990)
- La puttana del re (La putain du roi), regia di Axel Corti (1990)
- Modì, regia di Franco Brogi Taviani (1990)
- Rossini! Rossini!, regia di Mario Monicelli (1991)
- Il proiezionista (The Inner Circle), regia di Andrej Končalovskij (1991)
- Max e Jérémie devono morire (Max & Jeremie), regia di Claire Devers (1992)

## Doppiatori italiani
- Giorgio Capecchi in Sodoma e Gomorra, Il Leone di San Marco
- Alberto Lionello in Nonostante le apparenze... e purché la nazione non lo sappia... All'onorevole piacciono le donne
- Aldo Barberito in Velluto nero
- Franco Odoardi in Inferno
- Mario Bardella in Salomè
- Renato Mori in Il nome della rosa
- Arturo Dominici in Stregata dalla luna, Buffalo Bill, l'eroe del Far West
- Bruno Persa in
- Carlo Alighiero in La partita
- Mario Milita in Lettere d'amore